# William Howard (baloncestista)
William Henri Audie Howard (Montbrison, 25 de octubre de 1993) es un jugador de baloncesto francés que juega en el Nanterre 92 de la LNB Pro A francesa. Con 2,03 metros de estatura, juega en la posición de alero.

## Trayectoria deportiva

### Profesional

#### Inicios
En junio de 2012, mientras se preparaba para su ingreso en la Universidad de Washington, tuvo que regresar a Francia debido a que no superó el examen de ingreso de inglés. Un mes más tarde, firmó contrato con el BCM Gravelines-Dunkerque de la Pro A, la primera división francesa. Jugó en las categorías inferiores, y tras renovar contrato en 2014, fue cedido al Denain ASC Voltaire de la Pro B. Allí jugó su primera temporada completa como profesional, promediando 6,1 puntos y 3,5 rebotes por partido.
El 25 de junio de 2015 firmó contrato con el Hyères-Toulon Var Basket, también de la Pro B, equipo con el que lograría en ascenso a la Pro A, colaborando como titular con 12,9 puntos y 5,8 rebotes por encuentro. Jugó un año más en el equipo, ya en la máxima categoría del baloncesto francés, promediando 9,6 puntos y 4,6 rebotes.
En julio de 2017 fichó por el Limoges CSP, uno de los clásicos del baloncesto francés. Tras una buena temporada, en la que promedió 10,2 puntos y 4,2 rebotes por partido, renovó por un año más.

#### NBA
El 15 de julio de 2019 recibió una oferta de los Utah Jazz, quienes ayudaron a pagar la cláusula de rescisión del Limoges. El 17 de ese mes fiermó oficialmente contrato con los Jazz, aunque posteriormente fue asignado a su filial en la NBA G League, los Salt Lake City Stars.
El 27 de diciembre de 2019 los Houston Rockets anunciaron el fichaje de Howard, con un contrato dual para jugar además en su filial de la G League, los Rio Grande Valley Vipers.

#### Europa
En verano de 2020, regresa a Francia para jugar en las filas del ASVEL Lyon-Villeurbanne de la Ligue Nationale de Basket-ball.
El 21 de julio de 2022, fichó por el Joventut de Badalona de la liga ACB. Con el conjunto de Badalona solo disputó un encuentro en la primera jornada y firmó cero puntos y un rebote en cinco minutos.
En la temporada 2023-24, firma por el Le Mans Sarthe Basket, donde promedió 12 puntos, 6 rebotes y 2,4 asistencias por partido.
El 30 de octubre de 2024, fichó por el Bàsquet Girona de la liga ACB.
El 3 de enero de 2025 firmó con el Nanterre 92 de la LNB Pro A francesa.

## Estadísticas de su carrera en la NBA

### Temporada regular
| Año     | Equipo  | PJ | PT | MPP | %TC | %3P | %TL | RPP | APP | ROB | TPP | PPP |
| ------- | ------- | -- | -- | --- | --- | --- | --- | --- | --- | --- | --- | --- |
| 2019-20 | Houston | 2  | 0  | 6.9 | –   | –   | –   | 1.0 | .5  | .0  | .0  | .0  |
| Total   | Total   | 2  | 0  | 6.9 | –   | –   | –   | 1.0 | .5  | .0  | .0  | .0  |